# 구와노정
구와노정(桑野町)은 도쿠시마현 나카군에 설치되었던 정이다. 현재의 아난시에 해당한다.

## 역사
- 1889년 10월 1일 - 정촌제 시행으로 나카군 구와노촌(桑野村)이 발족.
- 1940년 2월 11일 - 구와노촌이 정제 시행으로 구와노정(桑野町)이 됨.
- 1955년 4월 15일 - 도미오카정에 편입되어 소멸.

## 참고문헌
- 『角川日本地名大辞典 36 徳島県』（1986年 ISBN 4040013603）